# 押川雲太朗
押川 雲太朗（おしかわ うんたろう、1965年10月8日 - ）は、日本の漫画家。
兵庫県神戸市出身。「なにがなんでも阪神ファン」でデビュー後、『近代麻雀』、『モーニング』、『漫画アクション』、『ヤングマガジンアッパーズ』などに作品を連載する。

## 人物
博打の世界や博打打ちの生き方を描くことが多く、「メジャーなギャンブルは全部やってきた」と自称している。単行本巻末のおまけ漫画で自らのギャンブル体験や知人のギャンブラーの話が載っていることもあり、競馬の1レースに10万円賭けたというエピソードもある。また、フリー雀荘のメンバーの経験もある。
熱烈な阪神タイガースファンで、作品の登場人物に阪神選手の名前をよく使う。また、別の作品に似た名前や顔の人物が登場するという、いわゆるスターシステムをよく用いている。これについては作品の後書き漫画で、「名前をつけるのがめんどう」「同じ役割をする人物なら同じ名前でもいいんじゃないか」「キャラクターを役者だと思っている」などと語っている。

## 主な作品
- なにがなんでも阪神ファン（全1巻）※デビュー作　13話（押川雲太 名義）、最終話が未収録
  - なにがなんでも阪神ファン 2003、2015 (電子書籍)
- 根こそぎフランケン（全70話、全8巻）
- ダイナマイトダンディ 〜地獄のワニ蔵〜（全5巻）
- 頑固なペンチーピン（『近代麻雀』で連載されたあと[1]、同人誌形態で自費出版）
- BET（全3巻）
- べとべと（全1巻）
- ああ、猛虎軍（全2巻）※21話以降は3巻として電子書籍で収録
- 不死身のフジナミ（『ヤングマガジンアッパーズ』（講談社）にて連載。全6巻）
- 不死身deフジナミ（『ヤングマガジンアッパーズ』（講談社）2003年No.18 - No.19に掲載、全2話。電子書籍では『不死身のフジナミ』特別編として収録。）
- タイガーパンチ（『漫画ゴラクネクスター』（日本文芸社）にて連載）
- フラッシュバック（全2話）
- 天と地（コンビニコミックでは「麻雀金狼伝」と改題）
- アッパーカット（全1巻）
- STRONG（コンビニコミックでは「餓狼の麻雀」と改題）
- リスキーエッジ（通常版2巻未完、コンビニ版全5巻）
- アウトコース（全1巻、2巻は電子書籍）
- 錆びた刀（前後編の全2話[2]、後編の初出はぶんか社『ヤングマージャン Vol.2』1995年[3]）
- 錆びた刀（全1巻）
- 不敗の麻雀（闘牌原作：荒正義、全17話、ISBN 978-4-8124-7358-0）
- 麻雀小僧（既刊16巻、『近代麻雀』にて連載後17巻以降はAmazon Kindleで配信中）
- Let's Go なまけもの（既刊2巻、『近代麻雀オリジナル』にて連載後3巻以降はAmazon Kindleで配信中）
- オーラス-裏道の柳-（作画：嶺岸信明、全8巻）

## 主な麻雀戦績
- 麻雀最強戦2015著名人代表決定戦優勝、ファイナルステージ敗退（ベスト16）